# Your Pretty Face Is Going to Hell
Your Pretty Face Is Going to Hell ist eine US-amerikanische Fernsehserie, die 2013 von Cartoon Networks Late-Night-Block Adult Swim produziert und ausgestrahlt wurde. In Deutschland wurde die Serie erstmals 2016 auf dem Pay-TV-Sender TNT Serie ausgestrahlt und eine Free-TV-Premiere erfolgte April 2017 auf dem Sender DMAX. Am 14. Juli 2020 hat Co-Schöpfer Dave Willis bestätigt, dass die Serie mit einer finalen Folge beendet wird.

## Handlung
Die Serie fokussiert sich auf die Hölle und stellt diese als Unternehmen dar, das von Satan geleitet wird. Gary, ein 33-jähriger Mann, landete nach seinem Tod in der Hölle und führt dort verschiedene Arbeiten aus. Er und seine Mitarbeiter kämpfen um die Gunst Satans. Gary stellt sich aber oftmals sehr ungeschickt an und schneidet gerade im Vergleich mit dem neuen Praktikanten Claude schlecht ab. Daher wird Gary oftmals von Satan schikaniert und bestraft. Dies hindert ihn aber nicht daran weiterhin sein Bestes zu geben. Neben Gary, Satan und Claude treten noch weitere Figuren auf, diese nehmen aber oftmals eine Nebenrolle ein. Meistens sind Satans Angestellte mit verschiedenen Aufträgen beschäftigt, die vor allem mehr Seelen in die Hölle bringen sollen. So stellen sie einen eigenen Likör her, verschaffen Satan eine Rolle in einer Rockband und schmuggeln Gary in den Himmel. Diese Unternehmungen sind aber in der Regel relativ erfolglos.

## Figuren

### Hauptfiguren
Gary ist ein Angestellter in der Hölle und starb im Alter von 33 Jahren. Die Hölle scheint aber kein passender Ort für ihn zu sein, er ist eigentlich eine sehr nette und aufgeschlossene Person. So ist er beispielsweise in seiner Mission als Teufel auf der Schulter von Menschen, nicht sehr erfolgreich. Er schafft es nicht einen Menschen in den Tod zu treiben. Mit seinen Misserfolgen macht er sich in der Hölle und vor allem bei Satan nicht sehr beliebt. Dieser setzt ihn aber trotzdem weiterhin ein, meistens aber bei sehr undankbaren Aufgaben.
Claude arbeitet als Praktikant in der Hölle. Er ist sehr bemüht um Satans Gunst und erledigt jede Aufgabe zuverlässig. Er mag Gary nicht besonders und fühlt sich ihm überlegen. Satan achtet ihn und vertraut ihm wichtige Aufgaben an. Bevor er starb, war Claude als DJ tätig.
Satan (Darren Farley) leitet die Hölle, wie sich später herausstellt, handelt es sich dabei aber nur um einen einzigen Sektor auf einem noch viel größeren Gebiet. Von seinen Angestellten wird er geachtet, da er Autorität ausstrahlt und über große Macht verfügt. Er will seine Macht vergrößern, indem er möglichst viele Menschen verführt und in die Hölle bringt. Dazu nutzt er meistens seine Angestellten. Neben den anderen „Höllen“ ist seine größte Konkurrenz der Himmel. Viel ist über sein früheres Leben nicht bekannt. Man weiß aber, dass er Mitglied einer Metal-Band namens Byle war.

### Nebenfiguren
Eddie ist eine gequälte Seele. Wofür er in die Hölle gekommen ist, ist nicht bekannt. Er wird von den Dämonen auf die verschiedensten Arten gefoltert. So wird er ausgepeitscht, gepfählt oder muss für sehr lange Zeit endlos Kohle schaufeln. Im Laufe der Zeit hat er sich mit den Dämonen, vor allem Gary, angefreundet. Dadurch wird er nicht mehr so schlimm gefoltert und darf mit den Dämonen zusammen Aufträge für Satan ausführen. Z. B. wurde er zum Stallmeister der apokalyptischen Reiter. Dies geht so weit, dass er eine Ausbildung zum Dämon machen darf. Dabei stellt er fest, dass er nicht dafür geeignet ist.
Ted ist ein Dämon im Dienste Satans. Er ist Legastheniker und begeisterter Umweltaktivist. In seinem früheren Leben war er der „Ökofusel-Bomber“. Er lebt seit 25 Jahren in der Hölle. Einen Großteil davon hat er im Ungeheuer Seth verbracht, als er von ihm verschluckt wurde. Zu seiner 25 Jahre Höllenfeier wurde von Satan und den anderen Dämonen geroasted, daraufhin beschloss er sich mittels Paketbomben zu rächen. Als Strafe dafür musste er für Satan Delphinbabys umbringen.
Benji ist ein Dämon und in der Hölle der Chef der Videoabteilung. Er dreht und produziert alle Videos der Hölle. Dabei erklärt er im Stil von sehr langweiligen Tutorials die verschiedensten Dinge. So begrüßt er in einem dieser Videos die Neuankömmlinge in der Hölle oder erklärt den Dämonen, wie sie sich als Teufel auf der Schulter zu verhalten haben. Vor seiner Zeit in der Hölle war er Wettermann im Fernsehen. Er wurde vom FBI festgenommen, nachdem er 143 Kinder vergewaltigt, ermordet und aufgegessen hat.
Masturbationsspinne ist eine riesige Spinne mit menschlichem Gesicht. Sie lebt an verschiedenen Stellen der Hölle und quält die Dämonen und die gequälten Seelen. Dabei werden diese eingesponnen und sie legt ihre Eier in ihnen ab. Sie ist ebenfalls die Beauftragte für sexuelle Belästigung, was die Dämonen kritisieren, da dies zu Interessenkonflikten führt. Im Laufe der Serie wird sie Chef der Personalabteilung. Aus ihrem Sperma stellt Eddie einen Wein her, der psychedelische Wirkungen hat.
Troy ist ein Kollege von Gary und taucht ab der 3. Staffel auf. Er hat seine Bürobox direkt neben ihm. Da Claude in der Hierarchie aufgestiegen ist, muss er mit Gary auf Mission gehen. Dabei ist er deutlich pragmatischer als Gary und kommt besser mit seinem Beruf als Dämon klar.
Zudem hasst er es, von Gary in jeglicher Weise überboten zu werden.
Kamal arbeitet als Dämon für Satan in der IT-Abteilung. Er verwaltet die Beschwörungswörter und hilft Satan technisch bei Präsentationen und anderen Projekten. Er ist Muslim und war bei seiner Ankunft in der Hölle sehr niedergeschlagen, da sich seine Religion als falsch heraus stellte. Gary half ihm sich einzugewöhnen, seitdem sind sie Freunde.

## Synchronisation
Die deutsche Synchronisation der Serie entstand komplett 2016 bei der Neue Tonfilm in München, nach Dialogbüchern von Kaze Uzumaki. Die Dialogregie führten Stefan Schulze und Patrick Roche.
| Rolle               | Schauspieler    | Deutscher Sprecher |
| ------------------- | --------------- | ------------------ |
| Gary Bunda          | Henry Zebrowski | Manuel Straube     |
| Claude Vernon       | Craig Rowin     | Patrick Schröder   |
| Satan/Darren Farley | Matt Servitto   | Gudo Hoegel        |
| Benji               | Dan Triandiflou | Gerd Meyer         |
| Troy Ersatz         | Dana Snyder     | Christian Weygand  |
| Eddie               | Eddie Pepitone  | Hans-Rainer Müller |

## Rezeption
Auf IMDb (Internet Movie Database) bekam die Serie eine Durchschnittsbewertung von 7,5 von 10 Sternen von 1.112 Nutzern (Stand: 11. April 2018).